# Paul Khouri
Paul Joseph Afeaki Khouri (in arabo بول جوزيف خوري‎?; Beirut, 27 aprile 1968) è un ex cestista libanese.

## Carriera
Con il Libano ha disputato i Campionati mondiali del 2002 e i Campionati asiatici del 2005.